# متروی ته‌جون
متروی ته‌جون (به کره‌ای: 대전도시철도) سیستم قطار شهری زیرزمینی در شهر ته‌جون، کره جنوبی است.
این مترو که در سال ۲۰۰۶ تأسیس شده دارای ۱ خط، ۲۲ ایستگاه و ۲۲٫۷ کیلومتر طول می‌باشد.

## نگارخانه

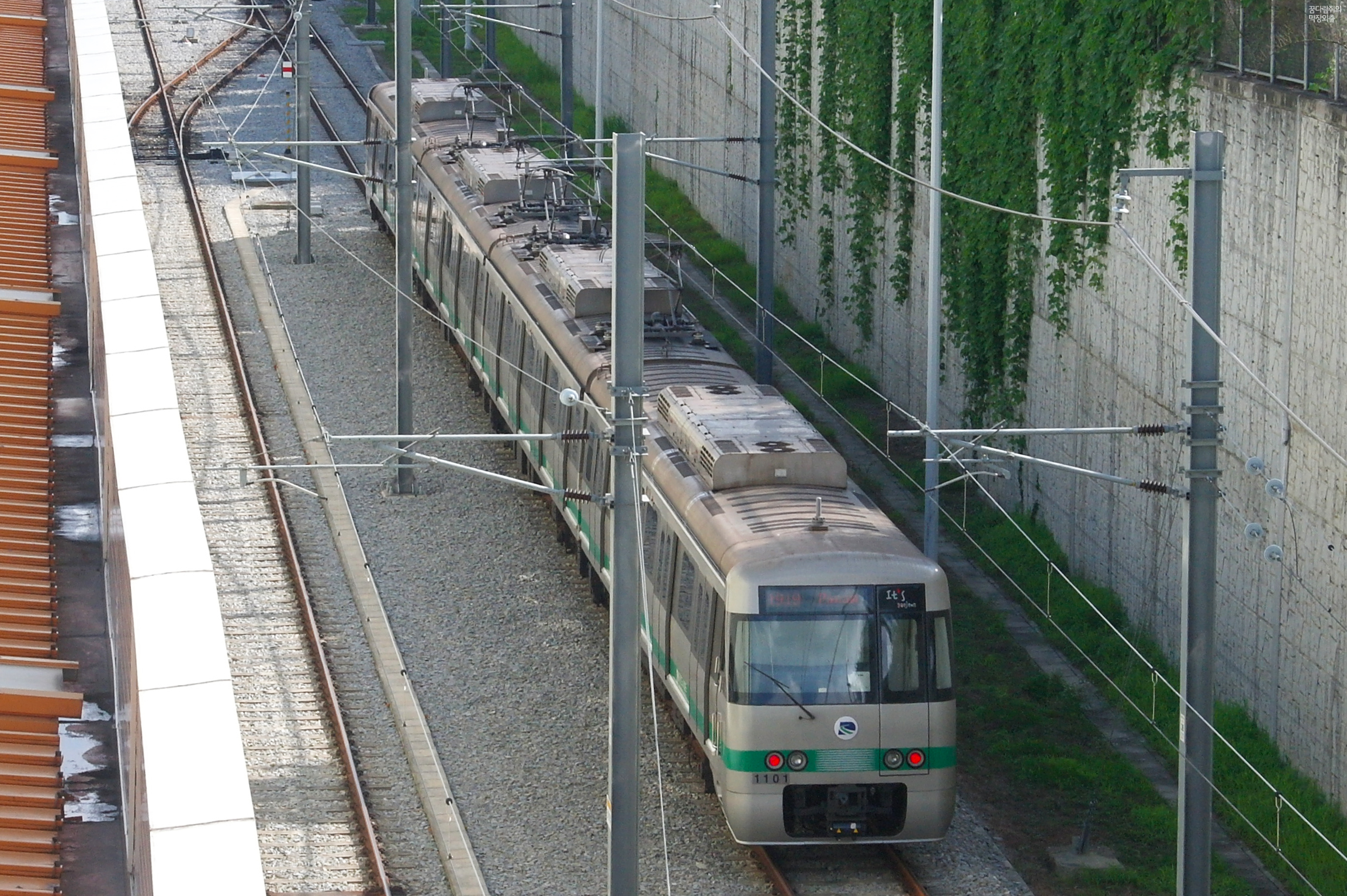
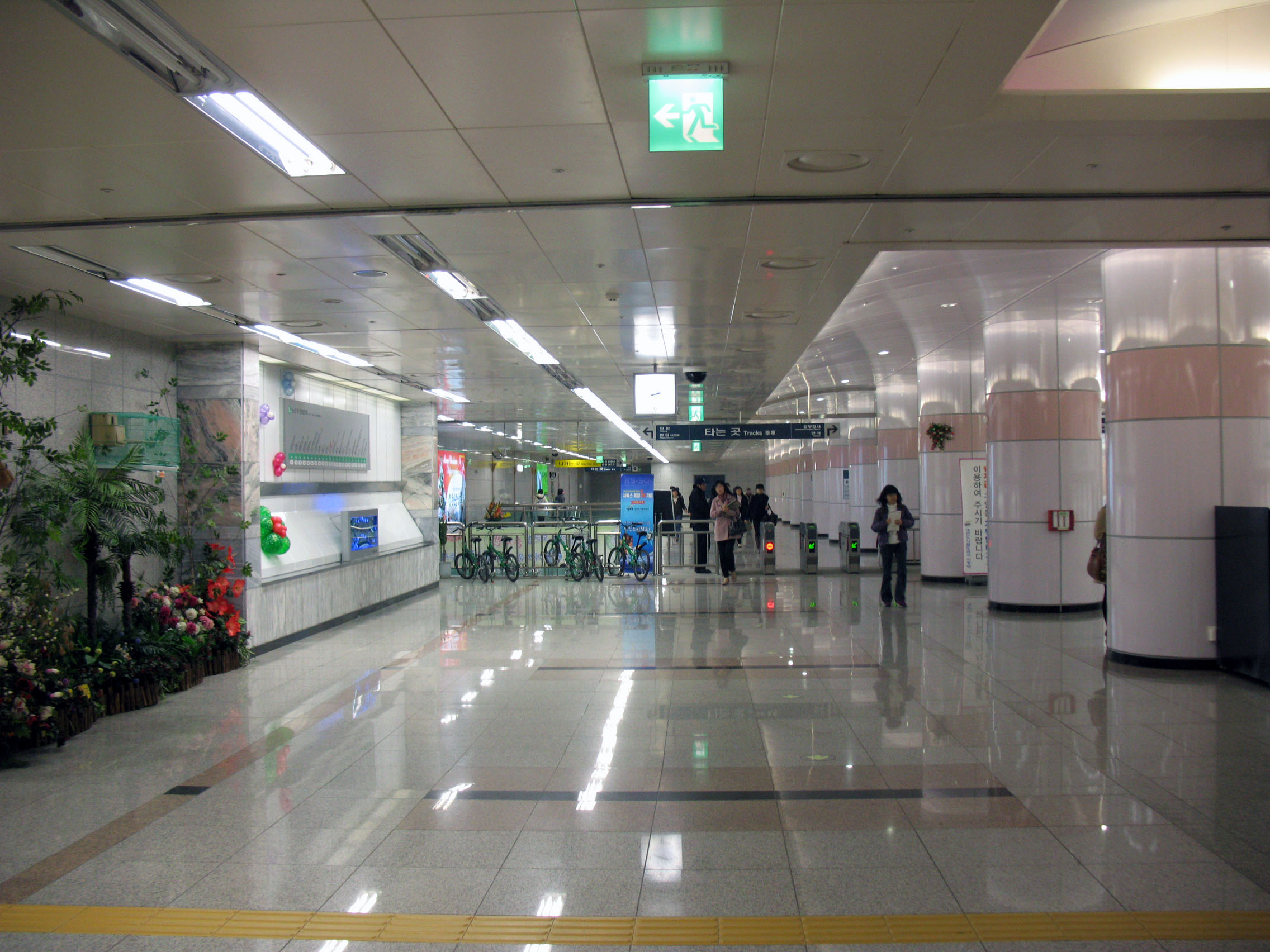
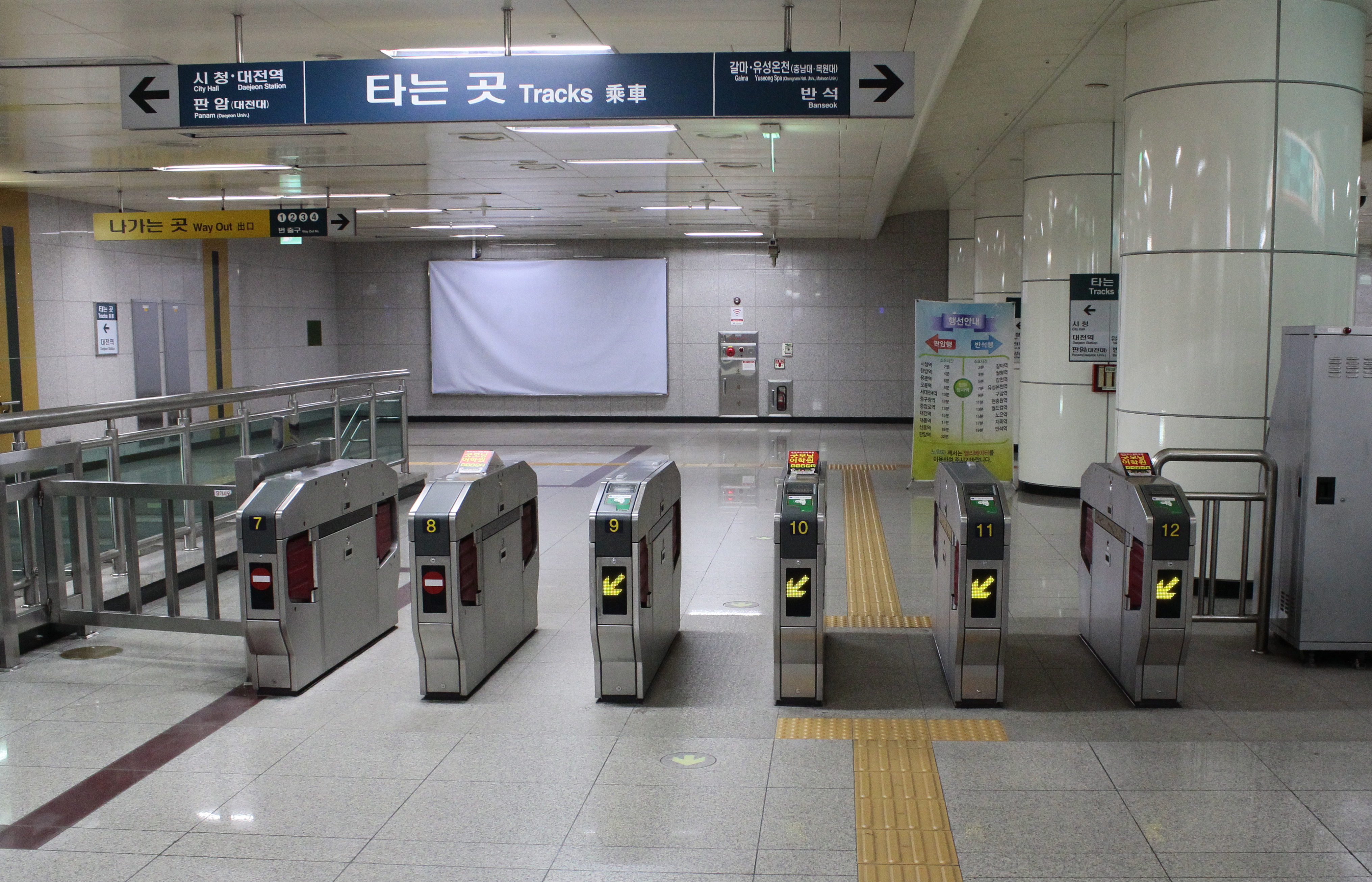
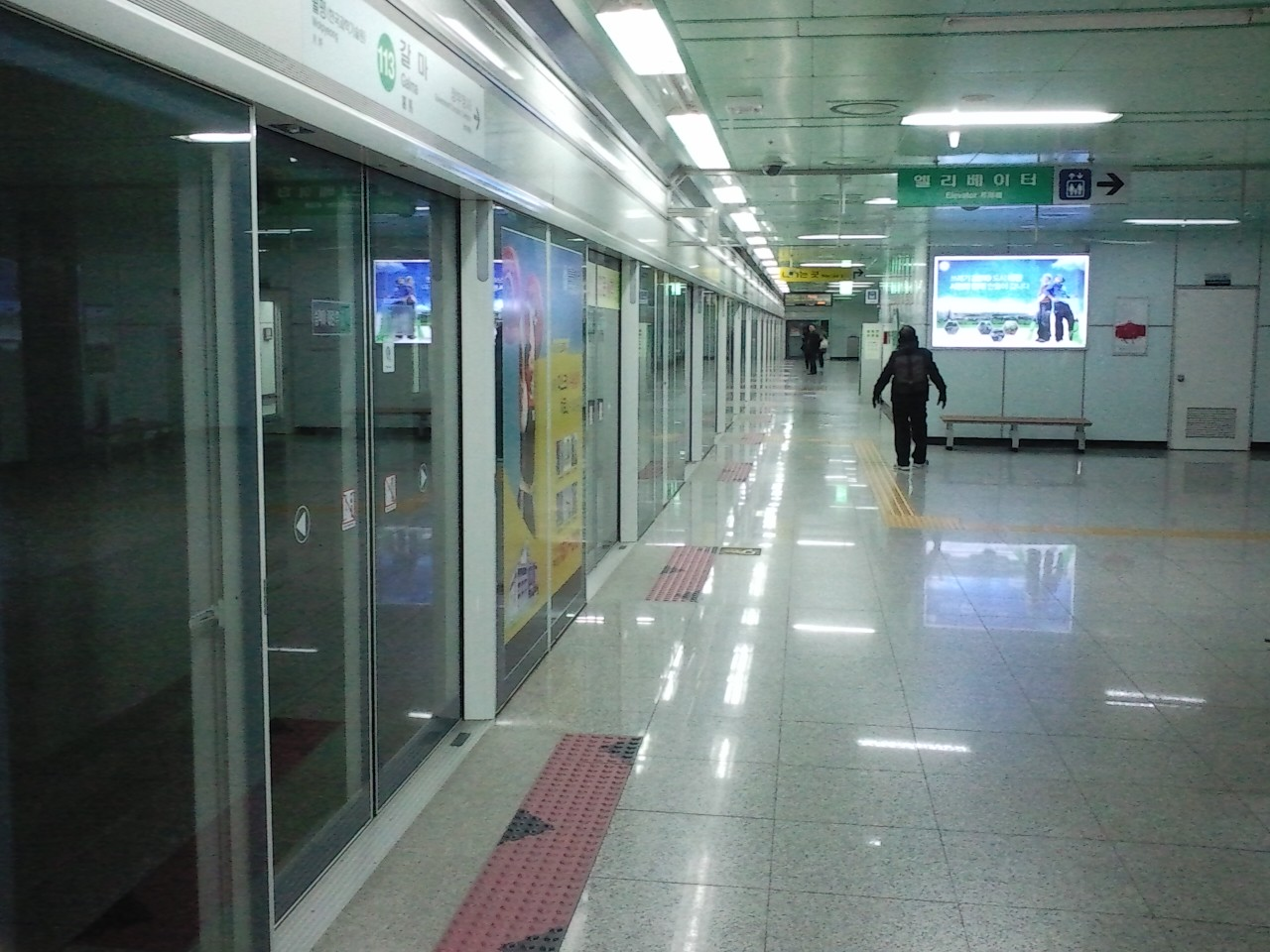
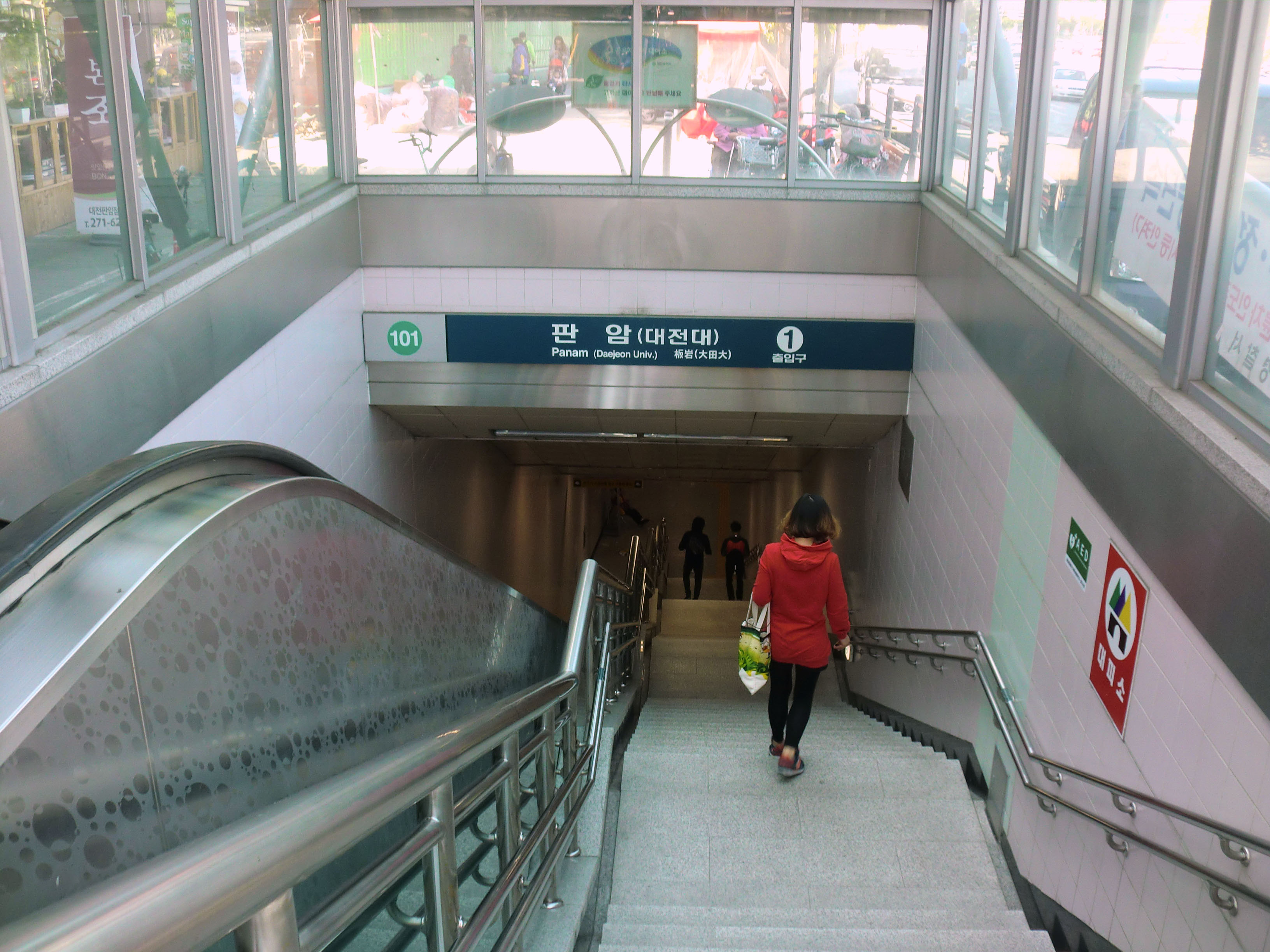